# 아시아생물공학연합체
아시아생물공학연합체(Asian Federation of Biotechnology, AFOB)는 아시아 생물공학 전문가들의 인적교류 증진을 통한 생물공학 분야의 학술발전 및 과학기술의 진흥에 기여함을 목적으로 2009년 11월 12일 설립 허가된 대한민국 미래창조과학부 소관의 사단법인이다. 사무실은 인천광역시 송도국제도시 내 미추홀타워에 있다.
대한민국, 일본, 중화인민공화국, 인도를 포함한 13개국, 1,030여 명의 회원이 가입돼 있는 과학기술단체로, 인천광역시의 후원을 받아 설립되었다.